# Torre de Burjassénia
Torre de Burjassénia o Torre de Burgassènia és una construcció defensiva situada a la riba esquerre de l'Ebre, al sud-oest del poble de l'Aldea, al límit entre la plana litoral i la plana deltaica. És una obra dedeclarada bé cultural d'interès nacional.

## Descripció

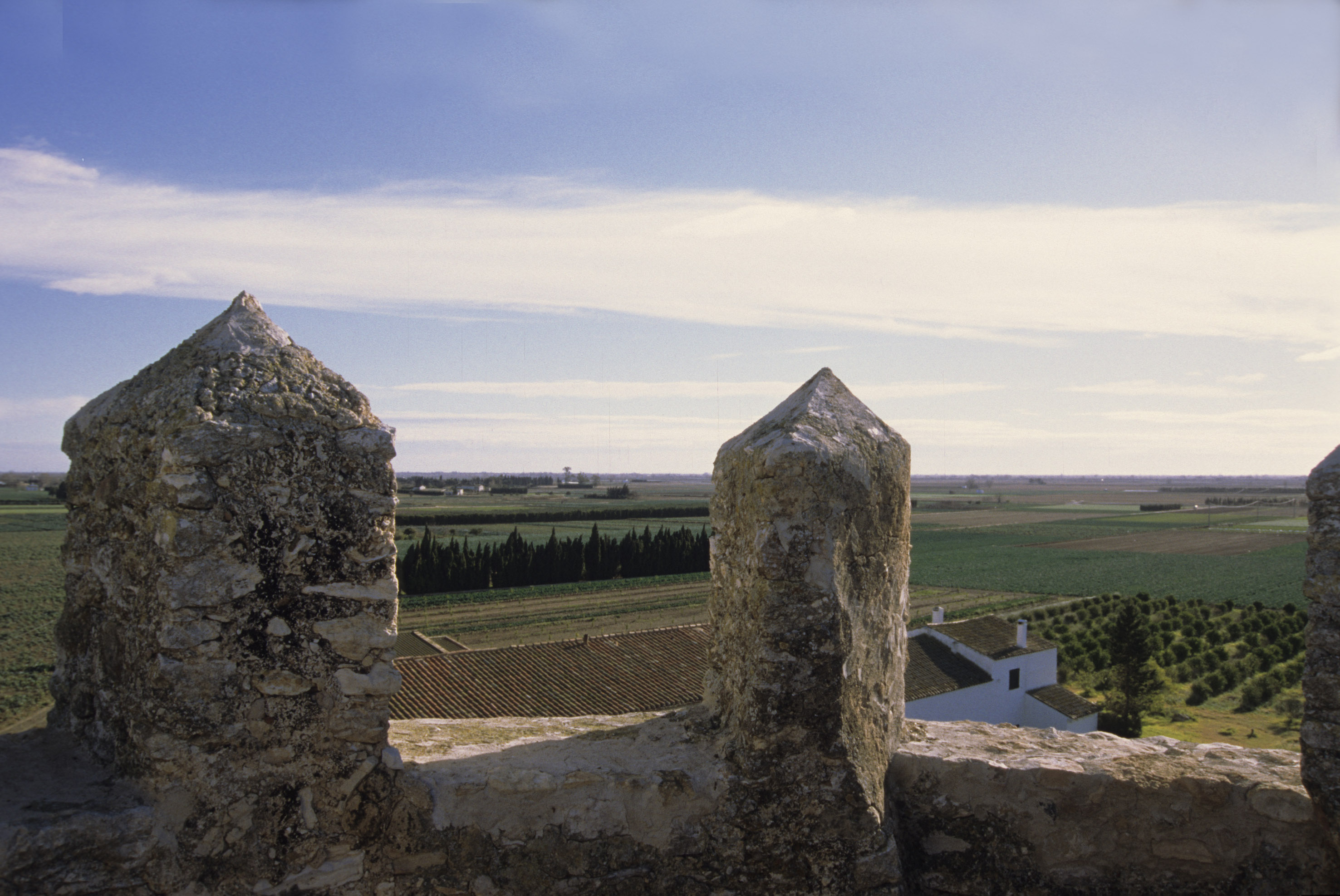
Torre de Burjassènia (l'Aldea, Baix Ebre). Vista panoràmica des de la terrassa de la torre, any 1998.

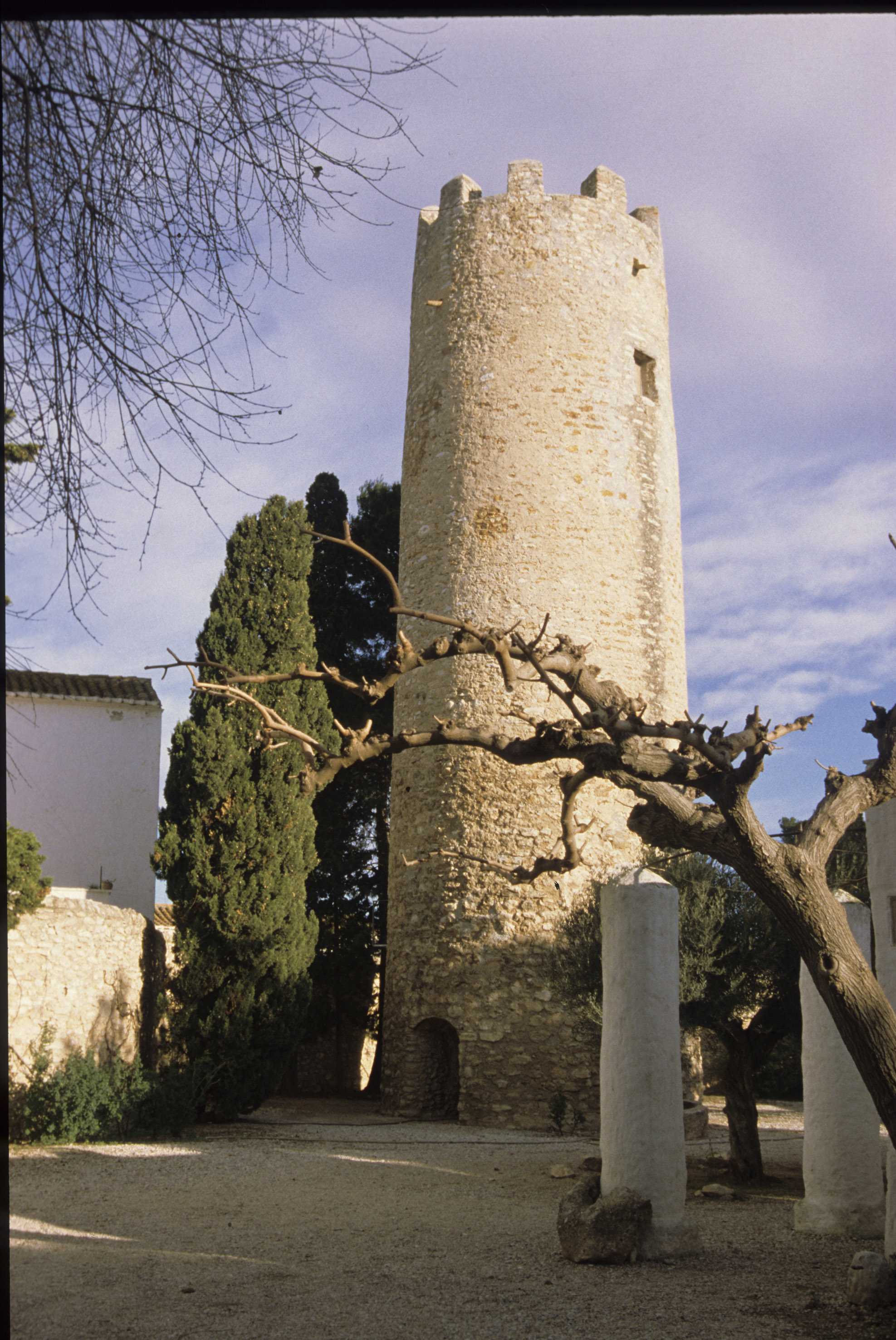
Torre de Burjassènia (l'Aldea, Baix Ebre). La torre i el mas, l'any 1998.

És un edifici militar, una torre de defensa de planta circular que està situada dins un mas. Té una alçada d'uns 14-16 m i un diàmetre d'uns 5-6 m a la base. El mur de la part baixa té una amplada d'uns 2 m. Té una superfície molt regular i presenta com a elements distintius: una petita porta d'accés d'uns 1,75 m d'alçada (que es fa més baixa progressivament a l'entrar); una finestra rectangular amb marc de carreus bastant regulars (on es troben dos inquietants caps esculpits en dos pedres independents de la torre), a una alçada d'uns 4-5 m; una gran porta rectangular situada a uns 3 m d'alçada; a prop dels merlets, una petita finestra rectangular, quasi quadrada, amb marc de mamposteria irregular. A la part superior té algunes teules o trossos de desguàs per a les aigües del terrat. L'aparell és bastant irregular, encara que alguns reforços a l'argamassa li donen un aspecte compacte i uniforme, presentant pocs desperfectes importants.
A l'interior, la porta baixa queda tancada per un sostre a uns 3-3,5 m, però per la porta elevada s'aprecia l'existència d'una escala d'obra interior. Antigament hi havia dos caps esculpits en pedra, d'un estil arcaitzant, situats sobre la peanya de la finestra més baixa de la torre. Actualment no es coneix el parador d'aquestes peces.
La porta original, situada al nivell de la segona planta i orientada al sud, és coberta amb una grossa llinda monolítica de pedra. A la base hi ha com a llindar una altra pedra també ben treballada. A banda i banda, tres carreus escairats fan de muntants. Les altres portes, obertes a l'oest i al sud-oest, han estat fetes molt modernament. Al nivell superior hi ha una finestra quadrada amb llinda de fusta.
Les parets són fetes amb maçoneria. Les pedres, de mida mitjana, sense desbastar, són col·locades en filades horitzontals, D'acord amb les seves característiques, sembla una torre de guaita, no gaire diferent de la propera torre de la Candela i la construcció, feta sota el senyoriu templer, es dataria cap al segle xiii.

## Història
Documentada des del 1188, de base circular. Ja esmentada (com Burriacenia) en un document de 1188 i en un altre de 1206 que tracta del castell o fortalesa del mateix lloc; també apareix citada el 1288, al moment de la donació de l'Aldea a Pere Mari, i també el 1337.
Els Montcada, que després de la conquesta de Tortosa posseïen el senyoriu de Burjassénia, l'any 1184 van infeudar a Ramon de Centelles el «mansum de Borgasenia» que limitava amb el camí de l'Aldea al nord, el prat al sud, una séquia dels Montcada a llevant i l'honor de Santponç a ponent. I consta més tard que un Ambròs de Sanponç en el seu testament llegà, entre altres propietats, el «mansum de Boriasenia» que l'any 1197 passà a mans Martí de Santponç a causa d'un acord amb el seu germà Perot de Santponç. A inicis del XIII, els templers compraren Burjassénia, com explica la ratificació de la donació de Tortosa que l'any 1210 va fer Pere el Catòlic al Temple. L'any 1294, l'orde cedí al rei llur potestat sobre Tortosa reservant-se diversos territoris, entre ells «el castell i lloc de Burgazénia, amb honors, possessions, heretats, beneficis, termes i pertinences»; 
Posteriorment passà a l'orde dels hospitalers. Al llarg dels segles de domini hospitaler, la documentació seguí referint-se al castell i lloc de Burjassénia, que el comanador de Tortosa tenia cedit en emfiteusi a persones notables de Tortosa.
L'any 1557, Cristòfor Despuig, en la seva obra Los col·loquis de la insigne Ciutat de Tortosa, parla d'aquesta torre, citant-la com a propietat d'un tal regent Micer Miquel Jerca. També se sap que el segle xvi era posseït per l'honorable Antoni Boteller, i el segle xviii pel marquès de Belgida. Hi havia un mas, una torre, un safareig i un pou.
La torre de Burjassénia forma part de l'entramat estratègic de defensa de les boques de l'Ebre, controlades per templers i hospitalers. Després de la conquesta de Tortosa, aquesta era la missió principal que dugué a aquestes ordes a instal·lar-se a les terres de l'Ebre.